# Pontus Hanson
Pontus Hanson (Kristinehamn, 24 maggio 1884 – Stoccolma, 4 dicembre 1962) è stato un pallanuotista e nuotatore svedese, vincitore di una medaglia d'argento alle olimpiadi di Stoccolma 1912 e tre di bronzo a Londra 1908 e Anversa 1920.

## Palmarès
In carriera ha conseguito i seguenti risultati:
- Giochi olimpici

Londra 1908: bronzo nella pallanuoto e nei 200m rana.
Stoccolma 1912: argento nella pallanuoto.
Anversa 1920: bronzo nella pallanuoto.